# جامعة برايتون
جامعة برايتون (بالإنجليزية: University of Brighton)‏ هي إحدى الجامعات البريطانية في شرق ساسكس، وهي أيضاً إحدى الجامعات الرائدة في الساحل الجنوبي لإنجلترا. تأسست في فترة التسعينات من القرن العشرين، وهي أحد الأعضاء في مجموعة 1994 للجامعات البحثية الصغيرة في بريطانيا. وقد ارتبط اسم الجامعة بحركة التغيير الاجتماعي التي رافقت الفترة التاريخية ما يعد الحرب العالمية الثانية وأصبح علماً على الراديكالية والليبرالية. دأبت جامعة برايتون على التميز الاكاديمي والاجتماعي فقد حصلت على:-
- المركز الثاني في المملكة المتحدة من حيث الأفضلية لدراسة الصيدلة ما بين الطلاب الدوليين.
- المركز السادس في المملكة المتحدة لدراسة حسن الضيافة، الترفيه والسياحة.
- المركز الثامن في المملكة المتحدة لدراسة العلوم الرياضية.
- المركز العاشر في المملكة المتحدة لدراسة الهندسة المعمارية.
- المركز الثاني عشر في المملكة المتحدة لدراسة علوم الغذاء.
- المركز العشرون في المملكة المتحدة لدراسة الفن والتصميم.[2]

جامعة برايتون هي واحدة من أشهر الجامعات في المملكة المتحدة. وتمثل الجامعة مجتمعًا أكاديميًا يتسم بالتنوع ويتكون من أكثر من 22000 طالب يدرسون في مواقع رائعة على الساحل الجنوبي لإنجلترا.
وتضم الجامعة أكثر من 3000 طالب من الطلاب الأجانب وطلاب الاتحاد الأوروبي من 120 دولة من خارج المملكة المتحدة. وهذا المزيج الثري من الجنسيات والخلفيات الثقافية المختلفة يجعل من جامعة برايتون مجتمعًا دوليًا حقيقيًا.
اسم جامعة برايتون مشتقًا من اسم واحدة من أشهر وأجمل المدن المليئة بالحياة في المملكة المتحدة.

## الخدمات التعليمية التحفيزية
«محفزون» و«متعاونون للغاية» و«مشاركون» هي فقط بعض من الكلمات التي استخدمها الطلاب لوصف المدرسين الممتازين لدينا في جوائز التميز لاتحاد «الطلاب» لهذا العام.

## أساليب ومناهج احترافية تهتم بالجانب المهني
تتضمن تقريبًا كافة البرامج الدراسية تدريبًا عمليًا ومهنيًا، والكثير منها معترف به ومعتمد من قِبَل هيئات مهنية، بحيث تكون مستعدًا لممارسة الحياة المهنية بعد الدراسة الجامعية.

## اتحاد الطلاب
يضم اتحاد الطلاب أكثر من 100 جمعية طلابية في شتى المجالات، بدءًا من الطبخ إلى الجماعات الثقافية، وهناك أيضًا أكثر من 60 جمعية رياضية.

## حقائق هامة
لدى الجامعة أكثر من 500 برنامج بكالوريوس ودراسات عليا.
وتقدم الجامعة حاليًا 40 منحة دراسية دولية من جامعة برايتون بقيمة 4000 جنيه إسترليني لكل سنة دراسية.
وفي الاستطلاع الوطني للطلاب لعام 2013، كان 86 بالمائة من الطلاب سعداء بالبرامج التي يدرسونها.

جامعة برايتون من بين الجامعات العشرين الأكثر شعبية في المملكة المتحدة من حيث عدد طلبات الالتحاق.

استثمرت أكثر من 100 مليون جنيه إسترليني في المعدات والمباني خلال العشر سنوات الأخيرة، ومن المقرر استثمار 100 مليون جنيه إسترليني أخرى خلال العشر سنوات القادمة.
تبعد برايتون أقل من ساعة عن وسط لندن و30 دقيقة فقط من مطار جاتويك الدولي.
وفي آخر تقييم للأبحاث العلمية، تم اعتماد برايتون باعتبارها واحدة من أفضل الجامعات الحديثة؛ حيث إن 79 بالمائة من أبحاثها تتمتع بمكانة دولية رائدة.
والجامعة حاصلة على تصنيف ماتريكس، تقديرًا لجودة خدمات الدعم الطلابي.

## مشاهير تخرجت من الجامعة
محمد مشيع الغامدي